# 22 juin en sport
22 mai 22 juillet
Chronologies thématiques
- Croisades
- Ferroviaires
- Disney

Le 22 juin (173e jour de l'année ou 174e en cas d'année bissextile) en sport.

## Événements

### XIVesiècle
- 1397 :
  - (Jeu de paume) : le prévôt de Paris interdit la pratique du jeu de paume tous les jours, sauf le dimanche « parce que plusieurs gens de métier et autres du petit peuple quittaient leur ouvrage et leur famille pendant les jours ouvrables, ce qui était fort préjudiciable pour le bon ordre public ». Encore une fois, les joueurs ne tiennent aucun compte de cet interdit et des parties ont lieu tous les jours, au grand désespoir des autorités municipales…

### XIXesiècle
- 1865 :
  - (Cricket) : W. G. Grace, âgé de 16 ans seulement, fait ses débuts de première classe en jouant pour les Messieurs du Sud.

### XXesièclede1901à1950
- 1922 :
  - (Sport automobile) : Tourist Trophy sur l'Ile de Man.
- 1930 :
  - (Sport automobile) : victoire de Woolf Barnato et Glen Kidston aux 24 Heures du Mans.
- 1938 :
  - (Boxe) : le boxeur américain Joe Louis conserve son titre de champion du monde des poids lourds de boxe en battant Max Schmeling par K.O. au 1er round à New York.

### XXesièclede1951à2000
- 1952 :
  - (Formule 1) : Grand Prix automobile de Belgique.
- 1957 :
  - (Sport automobile) : départ de la vingt-cinquième édition des 24 Heures du Mans.
- 1958 :
  - (Athlétisme) : Iolanda Balaş porte le record du monde féminin du saut en hauteur à 1,80 mètre.
  - (Sport automobile) : les pilotes Olivier Gendebien (Bel)-Phil Hill (É.-U.), sur Ferrari, remportent les 24 heures du Mans, à la moyenne de 170,914 km/h.
- 1975 :
  - (Formule 1) : Grand Prix automobile des Pays-Bas.
- 1962 :
  - (Athlétisme) : Pentti Nikula porte le record du monde du saut à la perche à 4,94 mètres.
- 1976 :
  - (Athlétisme) : Dave Roberts porte le record du monde du saut à la perche à 5,70 mètres.
- 1984 :
  - (Athlétisme) : Tamara Bykova porte le record du monde féminin du saut en hauteur à 2,05 m.
- 1986 :
  - (Formule 1) : Grand Prix automobile de Détroit.
- 1991 :
  - (Sport automobile) : départ de la cinquante-neuvième édition des 24 Heures du Mans.

### XXIesiècle
- 2008 :
  - (Formule 1) : Grand Prix de France.
- 2012 :
  - (Basket-ball) : le Heat de Miami est sacré champion des Playoffs NBA 2012, grâce à leur victoire en finale 4 à 1, contre le Thunder d'Oklahoma City.
- 2013
  - (Sport automobile) : départ de la quatre-vingt-unième édition des 24 Heures du Mans. La course est endeuillée par la mort du pilote danois Allan Simonsen, accidenté dès le 3e tour des 24 Heures du Mans, au volant d'une Aston Martin.
  - (Voile) : déjà vainqueur l'an passé, Yann Eliès remporte à Dieppe, l'édition 2013 de la Solitaire du Figaro, en terminant second de la quatrième étape.
- 2016 :
  - (Escrime /Championnats d'Europe) : en finale de l'épée féminine, victoire de la Roumaine Simona Gherman et en finale du sabre masculin, victoire de l'Allemand Benedikt Wagner.
- 2018 :
  - (Jeux méditerranéens) : début de la 18e édition de la compétition multi-sport des Jeux méditerranéens qui se déroule à Tarragone, en Catalogne en Espagne jusqu'au 1er juillet 2018.

## Naissances

### XIXesiècle
- 1874 : 
  - Viggo Jensen, haltérophile, tireur, gymnaste et athlète de lancers danois. Champion olympique poids lourd à deux bras et médaillé d'argent poids lourd à un bras en haltérophilie et médaillé de bronze dans l'épreuve de tir à la carabine à ordonnance à 300 m aux Jeux d'Athènes 1896. († 2 novembre 1930).
- 1880 :
  - Johannes Drost, nageur néerlandais. Médaillé de bronze du 200m nage libre aux Jeux de Paris 1900. († 18 septembre 1954).
  - Rhys Gabe, joueur de rugby à XV gallois. Vainqueur de la Triple couronne 1902. (24 sélections en équipe nationale). († 15 septembre 1967).
- 1884 :
  - James Rector, athlète de sprint américain. Médaillé d'argent du 100m aux Jeux de Londres 1908. († 10 mars 1949).
- 1888 :
  - Lo La Chapelle, footballeur néerlandais. Médaillé de bronze aux Jeux de Londres 1908. (1 sélection en équipe nationale). († 23 juillet 1966).
- 1889 :
  - Ossian Skiöld, athlète de lancers suédois. Médaillé d'argent du marteau aux Jeux d'Amsterdam 1928. († 22 août 1961).
- 1896 : 
  - Kléber Balmat, skieur de nordique et sauteur à ski français. († 2 juillet 1961).

### XXesièclede1901à1950
- 1901 :
  - Elias Katz, athlète de haies et de fond finlandais. Champion olympique du 3 000m par équipes et médaillé d'argent du 3 000m steeple aux Jeux de Paris 1924. († 24 décembre 1947).
- 1902 :
  - Henri Deglane, lutteur de gréco-romaine et catcheur français. Champion olympique des +82,5kg aux Jeux de Paris 1924. († 7 juillet 1975).
- 1903 : 
  - Carl Hubbell, joueur de baseball américain. († 21 novembre 1988).
- 1905 :
  - Jean Keller, athlète de demi-fond puis journaliste sportif français. († 5 mai 1990).
- 1908 : 
  - Pablo Dorado, footballeur uruguayen. Champion du monde de football 1930. (7 sélections en équipe nationale). († 18 novembre 1978).
- 1911 : 
  - Marie Braun, nageuse néerlandaise. Championne olympique du 100m et médaillée d'argent du 400m aux Jeux d'Amsterdam 1928. († 23 juin 1982).
- 1915 :
  - Cornelius Warmerdam, athlète de saut à la perche américain. Détenteur du Record du monde du saut à la perche du 29 juin 1940 au 27 avril 1957. († 13 novembre 2001).
- 1924 : 
  - Norbert Callens, cycliste sur route belge. Vainqueur du Tour de Belgique 1945. († 12 mars 2005).
- 1927 : 
  - Eduardo Dibós Chappuis, pilote de course automobile puis homme politique péruvien. Maire de Lima de 1970 à 1973. († 15 octobre 1973).
- 1930 : 
  - René Dereuddre, footballeur puis entraîneur français. (6 sélections en équipe de France). († 16 avril 2008).
- 1933 : 
  - André Grobéty, footballeur suisse. (41 sélections en équipe nationale). († 20 juillet 2013).
- 1936 : 
  - Ferran Olivella, footballeur espagnol. Champion d'Europe de football 1964. Vainqueur des Coupe des villes de foires 1958, 1960 et 1966. (18 sélections en équipe nationale). († 14 mai 2023).
- 1939 : 
  - Don Matthews, canadien et entraîneur-chef de football canadien.
- 1947 : 
  - Pete Maravich, basketteur américain. († 5 janvier 1988).
- 1948 :
  - Franciszek Smuda, footballeur polonais. († 18 août 2024).

### XXesièclede1951à2000
- 1951 :
  - Brian Cookson, dirigeant du cycliste britannique. Président de la British Cycling de 1996 à 2011 et de l'UCI depuis 2011.
  - Patrick Revelli, footballeur puis entraîneur français. (5 sélections en équipe de France).
- 1956 :
  - Alfons De Wolf, cycliste sur route belge. Vainqueur du Tour de Lombardie 1980 et de Milan-San Remo 1981.
  - Ron Haslam, pilote de moto britannique.
- 1959 :
  - Daniel Xuereb, footballeur puis entraîneur français. Champion olympique aux Jeux de Los Angeles 1984. (8 sélections en équipe de France).
- 1962 :
  - Clyde Drexler, basketteur américain. Champion olympique aux Jeux de Barcelone 1992. (13 sélections en équipe nationale).
- 1963 :
  - Ludo Philippaerts, cavalier de sauts d'obstacles belge. Médaillé d'argent en individuel aux CE de saut d'obstacles 2001.
- 1964 :
  - Cadillac Anderson, basketteur américain.
  - Miroslav Kadlec, footballeur tchécoslovaque puis tchèque. (38 sélections avec l'équipe de Tchécoslovaquie et 26 avec celle de République tchèque).
- 1965 :
  - Ľubomír Moravčík, footballeur puis entraîneur tchécoslovaque puis slovaque. (42 sélections avec l'équipe de Tchécoslovaquie et 38 avec l'équipe de Slovaquie).
- 1966 :
  - Michael Park, copilote automobile de rallyes britannique. (5 victoires en rallye). († 18 septembre 2005).
- 1967 :
  - Patrick Collot, footballeur puis entraîneur français.
  - Yutaka Yamagishi, pilote de courses automobile japonais.
- 1968 :
  - Darrell Armstrong, basketteur puis entraîneur américain.
- 1969 :
  - Sunday Bada, athlète de sprint puis dirigeant sportif nigérian. Champion olympique du 4×400m aux Jeux de Sydney 2000. († 12 décembre 2011).
- 1973 :
  - Craig Alexander, triathlète australien.
- 1975 :
  - Andreas Klöden, cycliste sur route allemand. Médaillé de bronze de la course en ligne aux Jeux de Sydney 2000. Vainqueur du Tour de Romandie 2008.
- 1978 :
  - Aurélien Faivre, footballeur français.
  - Dan Wheldon, pilote de courses automobile britannique. Vainqueur des 500 miles d'Indianapolis 2005 et 2011. († 16 octobre 2011).
- 1979 :
  - Joey Cheek, patineur de vitesse américain. Médaillé de bronze du 1 000m aux Jeux de Salt Lake City 2002 puis champion olympique du 5000m et médaillé d'argent du 1 000m aux Jeux de Turin 2006.
  - Thomas Voeckler, cycliste sur route français. Vainqueur du Tour de Luxembourg 2003 et des Quatre jours de Dunkerque 2011.
- 1980 :
  - Ilia Bryzgalov, hockeyeur sur glace russe. Médaillé de bronze aux Jeux de Salt Lake City 2002.
- 1981 :
  - Val Hillebrand, pilote de course automobile belgeo-néerlandais.
- 1982 :
  - Charles Linglet, hockeyeur sur glace canadien puis biélorusse.
  - Kristof Vliegen, joueur de tennis belge.
- 1983 :
  - Jérémy Roy, cycliste sur route français.
- 1984 :
  - Nicolas Godemèche, footballeur français.
  - Dustin Johnson, golfeur américain. Vainqueur de l'US Open 2016.
  - Janko Tipsarević, joueur de tennis serbe. Vainqueur de la Coupe Davis 2010.
- 1986 :
  - Bojan Beljanski, handballeur serbe. (66 sélections en équipe nationale).
  - Víctor de la Parte, cycliste sur route espagnol. Vainqueur du Tour d'Algérie 2013 et du Tour d'Autriche 2015.
- 1987 :
  - Danny Green, basketteur américain.
  - Lukáš Kubáň, footballeur tchèque.
  - Ernest Seka, footballeur franco-guinéen. (4 sélections avec l'équipe de Guinée).
- 1988 :
  - Omri Casspi, basketteur israélien.
  - Luke Gale, joueur de rugby à XIII anglais. (3 sélections en équipe nationale).
  - Łukasz Gierak, handballeur polonais. (14 sélections en équipe nationale).
- 1989 :
  - Djibril Camara, joueur de rugby à XV français. Vainqueur du Challenge européen 2017. (3 sélections en équipe de France).
  - Matías Campos, footballeur chilien. (6 sélections en équipe nationale).
  - Zoran Dragić, basketteur slovène. Vainqueur de l'EuroChallenge 2011.
  - Christian Eyenga, basketteur congolais. (13 sélections en équipe nationale).
  - Jana Knedlíková, handballeuse tchécoslovaque. Victorieuse des Ligues des champions 2017, 2018 et 2019. (81 sélections en équipe nationale).
  - Cédric Mongongu, footballeur franco-congolais. (39 sélections avec l'équipe de la République démocratique du Congo).
  - Stoppila Sunzu, footballeur zambien. Champion d'Afrique de football 2012. Vainqueur de la Ligue des champions 2010. (88 sélections en équipe nationale).
- 1991 :
  - Ambroise Oyongo, footballeur camerounais. Champion d'Afrique de football 2017. (27 sélections en équipe nationale).
- 1992 :
  - Dzenan Kurtic, basketteur franco-bosnien.
  - Lévy Madinda, footballeur gabonais. (44 sélections en équipe nationale).
- 1993 :
  - Mory Diaw, footballeur franco-sénégalais. (2 sélections avec l'équipe du Sénégal).
  - Loris Karius, footballeur allemand.
  - Danny Ward, footballeur gallois. (3 sélections en équipe nationale).
- 1994 :
  - Sébastien Haller, footballeur franco-ivoirien. (22 sélections avec l'équipe de Côte d'Ivoire).
  - Adam Johnson, Joueur de hockey-sur-glace américain. († 28 octobre 2023).
- 1995 :
  - Wilhem Belocian, athlète de haies français. Médaillé de bronze du 110m haies aux CE d'athlétisme 2016.
  - Ádám Borbély, handballeur hongrois. (13 sélections en équipe nationale).
  - Ilkka Herola, skieur de nordique finlandais.
- 1996 :
  - Rodri, footballeur espagnol. Vainqueur du Ballon d'Or 2024 et de la Ligue des champions 2023. (41 sélections en équipe nationale).
  - Geórgios Tsalmpoúris, basketteur grec.

### XXIesiècle
- 2001 :
  - Maxime-Gaël Ngayap Hambou, judoka français, médaillé de bronze aux Jeux Olympiques de Paris 2024.
- 2003 :
  - Kilian Nikiema, footballeur néerlando-burkinabé. (4 sélections avec l'équipe du Burkina Faso).
- 2005 :
  - Noah Raveyre, footballeur français.
- 2006 :
  - Dani Díaz, footballeur espagnol.

## Décès

### XIXesiècle
- 1891 : 
  - Albert Aldridge, 27 ans, footballeur anglais. (2 sélections en équipe nationale). (° 13 avril 1864).

### XXesièclede1901à1950
- 1905 :
  - Jim Hannan, 40 ou 41 ans, joueur de rugby à XV gallois. Vainqueur du Tournoi britannique de rugby à XV 1893. (19 sélections en équipe nationale). (° ? 1864).
- 1912 : 
  - Michel Frédérick, 39 ans, cycliste sur route suisse. (° 6 novembre 1872).
- 1926 : 
  - Charles Wollaston, 76 ans, footballeur anglais. (4 sélections en équipe nationale). (° 31 juillet 1849).
- 1933 : 
  - Tim Birkin, 36 ans, pilote de courses automobile britannique. Vainqueur des 24 Heures du Mans 1929 et 1931. (° 26 juillet 1896).
- 1940 : 
  - Monty Noble, 67 ans, joueur de cricket australien. (42 sélections en test cricket). (° 28 janvier 1873).

### XXesièclede1951à2000
- 1972 :
  - Vladimir Durković, 34 ans, footballeur yougoslave. Champion olympique aux Jeux de Rome 1960. (50 sélections en équipe nationale). (° 6 novembre 1937).
- 1979 : 
  - Louis Chiron, 79 ans, pilote de F1 monégasque. (° 3 août 1899).
- 2000 : 
  - Philippe Chatrier, 72 ans, joueur de tennis puis dirigeant sportif français. Président de la FFT de 1973 à 1993. (° 2 février 1928).

### XXIesiècle
- 2002 : 
  - Darryl Kile, 33 ans,  joueur de baseball américain. (° 2 décembre 1968).
- 2011 :
  - Coşkun Özarı, 80 ans, footballeur puis entraîneur turc. (5 sélections en équipe nationale). Sélectionneur de l'équipe de Turquie de 1972 à 1976, de 1982 à 1984 et de 1985 à 1986. (° 4 janvier 1931).
- 2012 : 
  - Fernie Flaman, 85 ans, hockeyeur sur glace canadien. (° 25 janvier 1927).
- 2013 : 
  - Allan Simonsen, 34 ans, pilote  de courses automobile d'endurance danois. (° 5 juillet 1978).
- 2025 :
  - Franco Testa, 87 ans, cycliste sur piste italien. Champion olympique de la poursuite par équipes aux Jeux de Rome 1960 et médaillé d'argent à ceux de Tokyo 1964. (° 7 février 1938).